# Unfinished Business (álbum de Jay Z & R. Kelly)
Unfinished Business é um álbum de estúdio de R. Kelly & Jay-Z.